# Lanzarotto Malocello
Lancelotto Malocello (Varazze, Génova, c. 1270 — depois de 1336), também grafado na literatura lusófona como Lançarote Malocelo ou Lancellotto Malocello, ou ainda Lançarote da Franca, em latim como Lanzarotus Marocelus; e em francês como Lancelot Maloisel, foi um navegador, explorador e mercador genovês a quem é atribuído o redescobrimento das ilhas Canárias e a origem do nome Lanzarote atribuído a uma delas.

## Biografia
Aparentemente numa viagem à procura dos irmãos genoveses Ugolino Vivaldi e Vadino Vivaldi, que em 1291 tinham partido numa viagem em que tentavam atingir a Índia navegando em torno da África, com escala nas ilhas (embora não seja claro de que forma teriam informado os seus compatriotas da descoberta e escala).
Nessa viagem sabe-se que em 1312, capitaneando uma embarcação, chegou às costas da ilha de Lanzarote (Canárias). Desembarcado na ilha, mandou construir o castelo de Guanapay, uma pequena fortaleza implantada numa elevação sobranceira ao povoado guanche de Teguise, do qual não se conhecem vestígios seguros, embora quando Jean de Bettencourt ali chegou em 1402 ainda existisse.
Foi expulso da ilha cerca de 20 anos depois por um levantamento dos povos guanches. Embora se conheçam poucas informações sobre essa revolta e o subsequente abandono da ilha, a permanência de Malocello na ilha é atestada por várias fontes, entre as quais a crónica da conquista da ilha pelos europeus capitaneados pelo normando Jean de Bettencourt, quase um século depois. Nessa crónica refere-se o achado nas imediações de Teguise, sobre a Montanha de Guanapay, de um fortim por ele construído.
Desse período e dos anos imediatamente posteriores apenas se sabe que em 1336 saiu de Lisboa uma armada sob o comando de Lancelotto Malocello, provavelmente numa tentativa de recuperar a ilha após a sua expulsão por volta de 1332.
A sua residência de duas décadas em Lanzarote, iniciou o processo de redescobrimento e ocupação europeia das ilhas Canárias. As notícias do seu périplo chegaram rapidamente à Península Ibérica, desencadeando um rápido processo tendente à posse das ilhas.
O nome actual da ilha, Lanzarote (ou Lançarote) deve-se provavelmente àquele navegador, já que a primeira notícia documental que se conhece sobre ilha é um portulano de 1339, cartografado em Lisboa pelo judeu maiorquino Angelino Dulcert, em que a denomina Insula de Lançarote Mallucellus, colocando sobre ela a bandeira genovesa.
A Real Marinha de Guerra Italiana do período fascista operou uma fragata da Classe Navigatori com o nome de Lanzerotto Malocello. O navio participou em acções bélicas na Guerra Civil de Espanha e na Segunda Guerra Mundial.
Para comemorar o sétimo aniversário da descoberta de Lanzarote e as ilhas Canárias pelo navegador italiano Lanzarotto Malocello, que teve lugar em 1312, eles formaram dois promotores comitês, um em Espanha e um em Itália. A comissão organizadora italiano, presidido pelo Avv. Alfonso Licata, criou um Comité Director para o estudo da vida e descobertas de Lanzarotto Malocello e fez uma série de eventos públicos para fins de divulgação, com o apoio moral da Presidência do Conselho de Ministros, os Ministérios do Património e Cultura, Educação, Universidade e Pesquisa, Defesa, Relações Exteriores e do Turismo, bem como algumas entidades públicas que se tornaram membros de que a cidade de Varazze (que deu à luz o navegador) A Naval Liga italiana, a Sociedade Geográfica Italiana, a Comissão Italiana de História Militar, a Associação Nacional dos Marinheiros Italianos e do Distrito 108 / L do Lions Club International. Para comemorar o evento foi cunhada uma medalha comemorativa oficial feito pela Escola do Instituto de Arte Medalha de escritório de impressão e Mint Estado e publicou o livro Alfonso Licata "Lanzarotto Malocello, da Itália para as Canárias" pelo CISM- Ministério da Defesa. O Conselho de Roma Capitale, em 2012, a pedido da comissão organizadora, na comemoração do sétimo aniversário, dedicou um parque verde público equipado ao insigne navegador no distrito Ostiense. Da mesma forma, a cidade de Savona, por sua vez, a pedido do Comitê Organizador, em 2013, decidiu dedicar uma área verde a Lanzarotto Malocello equipada com parque infantil na área do Porto.